# Tved Ager
Tved Ager (dansk)  eller Twedter Feld (tysk) er et fredet naturområde beliggende i den østlige del af Flensborg mellem Mørvig, Kavslund og Ves i det nordlige Sydslesvig. Administravivt hører området under Flensborg Kommune i delstaten Slesvig-Holsten i det nordlige Tyskland. Området er en del af EU-habitatområde Kystområderne Flensbog Fjord fra Flensborg til Gelting Birk. Tved Ager har en størrelse på 89 ha og består overvejende af løvskov med træsorter som eg og birk, men der er også åbne mosearealer, bevoksede skovmoser og tørre hedeområder. Der findes i alt over 100 forskellige fuglearter, pver 300 blomster og næsten 80 mosearter. En del af arealet anvendes som græsningsareal til får. I nord går Tved Ager over i Tremmerup Skov (Tved Skov).
Tved Ager, der tidligere har været militær øvelsesplads, udgør med sin variation i bevoksninger, naturtyper og sin bynære beliggenhed et attraktivt fritidsområde. I 2013 blev naturområdet ramt af orkanen Christian, som lavede mange skader. Orkanen var så voldsomme, at området var spærret i en længere periode.
Tved Ager bliver sommetider forvekslet med Tved Mark, som ligger vest for Farensodde i det nordøstlige Flensborg.